# Brachypodium retusum
Espèce
Synonymes
- Brachypodium allionii C.Presl[1]
- Brachypodium bofillii Sennen[1]
- Brachypodium caespitosum (Desf.) C.Presl[1]
- Brachypodium hostii Link[1]
- Brachypodium mucronatum Willk.[1]
- Brachypodium obtusifolium Link[1]
- Brachypodium phoenicoides var. bracteolatum Guss.[1]
- Brachypodium ramosum (L.) Roem. & Schult.[2] [3]
- Brachypodium ramosum Roem. & Schult.[1]
- Brachypodium willkommii Sennen ex St.-Yves[1]
- Bromus pluckenetii All.[1]
- Bromus ramosus L.[3]
- Bromus retusus Pers.[1] [4]
- Festuca caespitosa Desf.[1]
- Festuca obtusifolia Lag. ex Link[1]
- Festuca ramosa (Roem. & Schult.) Roth[1]
- Triticum caespitosum (Desf.) DC.[1]
- Triticum obtusifolium (Link) Boiss.[1]

Statut de conservation UICN

 LC  : Préoccupation mineure
Brachypodium retusum, le Brachypode rameux ou Baouque, est une plante herbacée méditerranéenne du genre Brachypodium et de la famille des Poacées.

## Répartition
Brachypodium retusum se rencontre en Algérie, en Turquie, en Albanie, en Grèce, en Crète, en Italie, en Sardaigne, en Sicile, en Yougoslavie, en France, en Corse, en Espagne et au Portugal. 